# Rhinolophus achilles
Rhinolophus achilles — вид рукокрилих ссавців з родини підковикових.

## Таксономічна примітка
Таксон відділено від R. philippinensis і зазвичай відомий як robertsi в австралійських публікаціях, але популяції на островах Кай, здається, представляють цей вид на основі морфологічної подібності, за яку було названо назву R. achilles, яка має пріоритет над robertsi.

## Поширення
Країни проживання: Індонезія, Австралія.